# 洲崎博史
洲崎 博史（すざき ひろし、1959年12月2日 - ）は、日本の法学者。専門は、商法・保険法。京都大学法学部教授。恩師は森本滋。

## 略歴
- 1982年 - 京都大学法学部卒業
- 1984年 - 京都大学大学院法学研究科修士課程修了
- 1987年 - 同博士後期課程単位取得退学、京都大学法学部助教授
- 1992年 - 京都大学大学院法学研究科助教授
- 1996年 - 同教授

## 所属学会
- 日本私法学会
- 日本保険学会
- 日本海法学会
- 日本空法学会
- 金融法学会

## 著作

### 共著
- （森本滋（編）・小林量・北村雅史・川濵昇・前田雅弘・早川徹・片木晴彦・山田純子）『商法総則講義』（成文堂，初版1996年、第2版1999年、第3版2007年）
- （森本滋（編）・小柿徳武・伊藤靖史・片木晴彦・早川徹・梅本剛正・小林量・北村雅史・齊藤真紀・戸田暁）『商行為法講義』（成文堂，初版2004年、第2版2006年、第3版2009年）
- （山下友信・竹濱修・山本哲生）『保険法』（有斐閣，第2版2004年、第3版2010年）
- （山下友信編）『逐条D&O保険約款』（商事法務，2005年）
- （前田雅弘・北村雅史）『会社法事例演習教材』（有斐閣，初版2007年、第2版2012年）
- （酒巻俊雄・龍田節編集代表）『逐条解説会社法第3巻 株式・2 新株予約権』（中央経済社，2009年）
- （江頭憲治郎編）『会社法コンメンタール6 新株予約権』（商事法務，2009年）
- （山下友信・米山高生編）『保険法解説』（有斐閣，2010年）

### 共編著
- （川濵昇・前田雅弘・北村雅史）『森本滋先生還暦記念―企業法の課題と展望』（商事法務，2008年）
- （山下友信）『保険法判例百選』（有斐閣，2010年）

## 論文
- 「取締役の第三者に対する責任の法意（最大判昭和44年11月26日）」（江頭憲治郎・岩原紳作・神作裕之・藤田友敬編『会社法判例百選〔初版〕』158-159頁，有斐閣，2006年）
- 「ガソリンスタンドについて場屋営業者の責任が否定された事例」（『旬刊商事法務』1788号137-142頁，商事法務，2007年）
- 「総論(1) 新保険法の射程と構造」（『旬刊商事法務』1808号5-14頁，商事法務，2007年）
- 「保険法現代化の方向性」（『ジュリスト』1343号2-5頁，有斐閣，2007年）
- 「保険契約法の現代化」（『保険学雑誌』599号61-80頁，日本保険学会，2007年）
- 「保険契約法の改正について」（『あいおい基礎研REVIEW 2008.March』第4号30-37頁，MS&AD基礎研究所株式会社，2007年）
- 「金融商品仲介業」（河本一郎・龍田節編『金融商品取引法の理論と実務』70-75，経済法令研究会，2007年）
- 「保険契約の成立および終了」（『ジュリスト』1364号27-33頁，有斐閣，2008年）
- 「有斐閣法律講演会2008「保険法現代化―到達点とこれからの課題」パネルディスカッション」（『ジュリスト』1368号70-93頁，有斐閣，2008年）
- 「保険法のもとでの他保険契約の告知義務・通知義務」（竹濱修・木下孝治・新井修司編『保険法改正の論点』82-100頁，法律文化社，2008年）
- 「国際海上物品運送法一三条と船主責任制限法に基づく責任制限手続の関係」（『旬刊商事法務』1840号121-126頁，商事法務，2008年）
- 「保険契約の解除に関する一考察」（『法学論叢』164巻1〜6号 219-244頁，有斐閣，2008年）
- 「仲立法制の在り方」（川濱昇・前田雅弘・洲崎博史・北村雅史編『森本滋先生還暦記念―企業法の課題と展望』407-448頁，商事法務，2008年）
- 「保険法改正」（『私法』70号61-116頁，日本私法学会，2008年）
- 「建築家賠償責任保険契約の被保険者について破産免責許可決定が確定した場合に、被保険者の債権者が債権者代位権により保険金の支払を求めることができないとされた事例」（『損害保険研究』71巻3号239-253頁，損保総研，2009年）
- 「商取引における「仲介者」の法規整」（『私法』71号176-178頁，日本私法学会，2009年）
- 「代理商・仲立人・問屋―取引仲介業の規整」（『NBL』935号38-43頁，商事法務，2010年）
- 「自賠法16条の3第1項の法意」（『旬刊商事法務』1901号57-62頁，商事法務，2010年）
- 「譲渡担保と被保険利益」（山下友信・洲崎博史編『保険法判例百選』12-13頁，有斐閣，2010年）
- 「商法の改正」（『私法』73号53-93頁，日本私法学会，2011年）
- 「取締役の第三者に対する責任の法意（最大判昭和44年11月26日）」（江頭憲治郎・岩原紳作・神作裕之・藤田友敬編『会社法判例百選〔第2版〕』 146-147頁，有斐閣，2011年）
- 「株式譲渡制限会社において、株主総会の特別決議を欠くことが新株発行無効事由にあたるとされた事例」（『私法判例リマークス』43号86-89頁，日本評論社，2011年）

- 「保険業法逐条解説　第286条〜第289条」（『生命保険論集』177号262-298頁，生命保険文化センター，2011年）
- 「保険業法逐条解説　第290条〜第293条」（『生命保険論集』178号302-332頁，生命保険文化センター，2012年）
- 「人傷保険金の支払いを行った保険者が取得する損害賠償請求権の時効の起算点」（落合誠一・山下典孝編『保険判例の分析と展開』（金融・商事判例増刊No.1386）12-19頁，経済法令研究会，2012年）
- 「保険業法逐条解説　第299条の2」（『生命保険論集』181号130-140頁，生命保険文化センター，2012年）
- 「人傷死亡事案において被保険者の法定相続人が相続放棄した場合の人傷保険金の帰属」（『損害保険研究』74巻4号215-239頁，損保総研，2013年）

## 役職
- 法務省司法試験考査委員および司法試験予備試験考査委員
- 金融庁金融審議会委員
- 金融庁金融審議会・保険商品・サービスの提供等の在り方に関するＷＧ座長
- 金融庁金融審議会自動車損害賠償責任保険制度部会長
- 日本海法会評議員
- 日本海法学会理事
- 日本保険学会理事
- 日本経済学会連合評議員